# Lisa Ann
Lisa Anne Corpora (Easton, 9 de Maio de 1972), mais conhecida como Lisa Ann, é uma radialista, comentarista de futebol americano e ex-atriz pornográfica norte-americana.

## Biografia
Lisa começou trabalhar sendo assistente de dentista em meados da década de 1990 para pagar os estudos. Em julho de 1994, transferiu-se para a Califórnia, iniciando a carreira de atriz pornográfica. Porém, em 1997 abandonou a carreira devido aos recentes casos de colegas infectados pela AIDS/SIDA, fato que afetou a industria nesse período. Posteriormente, passou a fazer apresentações pelos Estados Unidos como dançarina de strip tease. Depois de algum tempo a viajar, Lisa decidiu dedicar-se aos negócios e ao casamento, além de inaugurar um balneário. Posteriormente, divorciou-se e vendeu o balneário. Lisa voltou ao entretenimento adulto empreendendo o seu objetivo a longo prazo e entrou novamente na indústria pornográfica como agente de algumas atrizes pornográficas. Em pouco tempo passou a receber convites de diversas produtoras e voltou a atuar em 2004. Atualmente, ela aparece como uma das estrelas da categoria MILF em sites voltados para o público adulto, como Mommygotboobs.com e Milfslikeitbig.com.
Visando revelar novos talentos para a indústria de filmes eróticos, Lisa criou sua própria agência de talentos em novembro de 2006, Clear Talent Management. Combinando com sua fama na indústria adulta, seu êxito e sua capacidade de instruir e dirigir aos demais, sua lista de novos talentos cresceu rapidamente. Em agosto de 2007, Lisa renomeou a sua agência de talentos como Lisa Ann's Talent Management (LATM).
No dia 11 de dezembro de 2007, a indústria adulta anunciou a fusão da Seymore Butts' Lighthouse Agency com a LATM. Essencialmente, Lisa Ann assumiu a direção da Lighthouse Agency e a quantidade de representados alcançou cotas maiores que antes.

### Repercussão de filme parodiando candidata a vice-presidência do EUA
No dia 2 de outubro de 2008, um mês antes das eleições presidenciais nos EUA, Lisa Ann foi escolhida para protagonizar uma sósia da então candidata a vice-presidente pelo Partido Republicano, Sarah Palin, em um filme chamado Who's Nailin' Paylin?, filme este que satirizava os escândalos sexuais na política estadunidense.

Lisa Ann na capa do filme Who's Nailin' Paylin?

 O filme, produzido por Larry Flynt, chefe da Hustler Video, mostra Lisa Ann em cenas de sexo com outras mulheres. Estrelas pornográficas como Jada Fire e Nina Hartley também parodiaram figuras famosas no mundo da política americana. Nina parodiou Hillary Clinton e Jada realizou a paródia de Condoleezza Rice. Pelo fato de ter interpretado Sarah Palin, em 2009, a atriz Lisa Ann participou do videoclipe intitulado We Made You, do rapper americano Eminem.
Em 13 de outubro de 2008, o programa America's Newsroom, exibido pela Fox News, analisou a legalidade do filme, considerando a Primeira Emenda da Constituição dos Estados Unidos e processos anteriores contra a Larry Flynt e contra a Hustler Video, sua produtora. O entendimento dos tribunais era de que celebridades não poderiam processar Flynt ou a Hustler por estarem sendo alvo de paródias, por serem as obras reflexo do direito de se expressar livremente, constitucionalmente protegido. A apresentadora, Megyn Kelly, chegou a chamar o filme de "nojento e sujo", afirmando que o povo americano não iria querer assisti-lo. O advogado consultado pela emissora afirmou que, salvo se caracterizado um ataque político, Palin não poderia processar a produtora.

### Aposentadoria em 2014 e o breve retorno
No dia 15 de dezembro de 2014, Lisa Ann anunciou sua aposentadoria da indústria pornográfica através da sua conta no Facebook. Segundo ela, nos dias atuais, ela prefere esportes ao sexo.
Porém, em fevereiro de 2018, Lisa saiu da aposentadoria e voltou a atuar na indústria Evil Angel. Com o título ''Lisa Ann: Back 4 More'', Lisa irá dirigir e atuar em quatro vídeos inéditos. Ainda não se sabe se irá se aposentar de vez após seus novos vídeos, ou se irá atuar e dirigir novos.

### Carreira no Rádio
Desde 2016, Lisa Ann começou a ser comentarista de futebol americano em programa de rádio chamado Lisa Ann Does Fantasy que vai ao ar  toda segunda-feira à noite pela Sirius XM.

## Filmografia (parcial)
| Título do Filme             | Produtora          | Ano  |
| Momma Knows Best            | Red Light District | 2006 |
| It's a Mommy Thing # 3      | Elegant Angel      | 2007 |
| Who's Nailin' Paylin?       | Hustler Video      | 2008 |
| Boob Dangers # 6 - The MILF | Evil Angel         | 2008 |
| Mommy Got Boobs # 5         | Brazzers           | 2009 |
| Mrs. Demeanor               | Digital Playground | 2009 |
| Mommy Got Boobs # 8         | Brazzers           | 2010 |
| Busty House Calls           | Wicked Pictures    | 2010 |
| Milflicious                 | Digital Playground | 2010 |

## Prêmios
| - 2007 XRCO Award – Best Cumback - 2007 Adam Film World Guide Award – Porn Cumback of the Year - 2009 AVN Award – MILF/Cougar Performer of the Year - 2009 AVN Hall of Fame inductee - 2010 XRCO Award – MILF of the Year - 2010 XFANZ Award – Milf of the Year - 2010 F.A.M.E. Award – Favorite MILF - 2011 XBIZ Award – MILF Performer of the Year - 2011 Urban X Award – Best MILF Performer - 2011 Urban X Award Hall of Fame inductee | - 2012 NightMoves Award – Best MILF Performer (Fan's Choice) - 2012 NightMoves Award – Best Individual Website (Fan's Choice) – TheLisaAnn.com - 2012 Urban X Award – MILF Performer of the Year - 2013 NightMoves Award – Social Media Star (Editor's Choice) - 2013 XRCO Hall of Fame inductee - 2014 AVN Award – Hottest MILF (Fan Award) - 2014 NightMoves Award – Best Cougar/MILF Performer (Fan's Choice) - 2016 XBIZ Award – Crossover Star of the Year |